# Северо-Западная Мексика

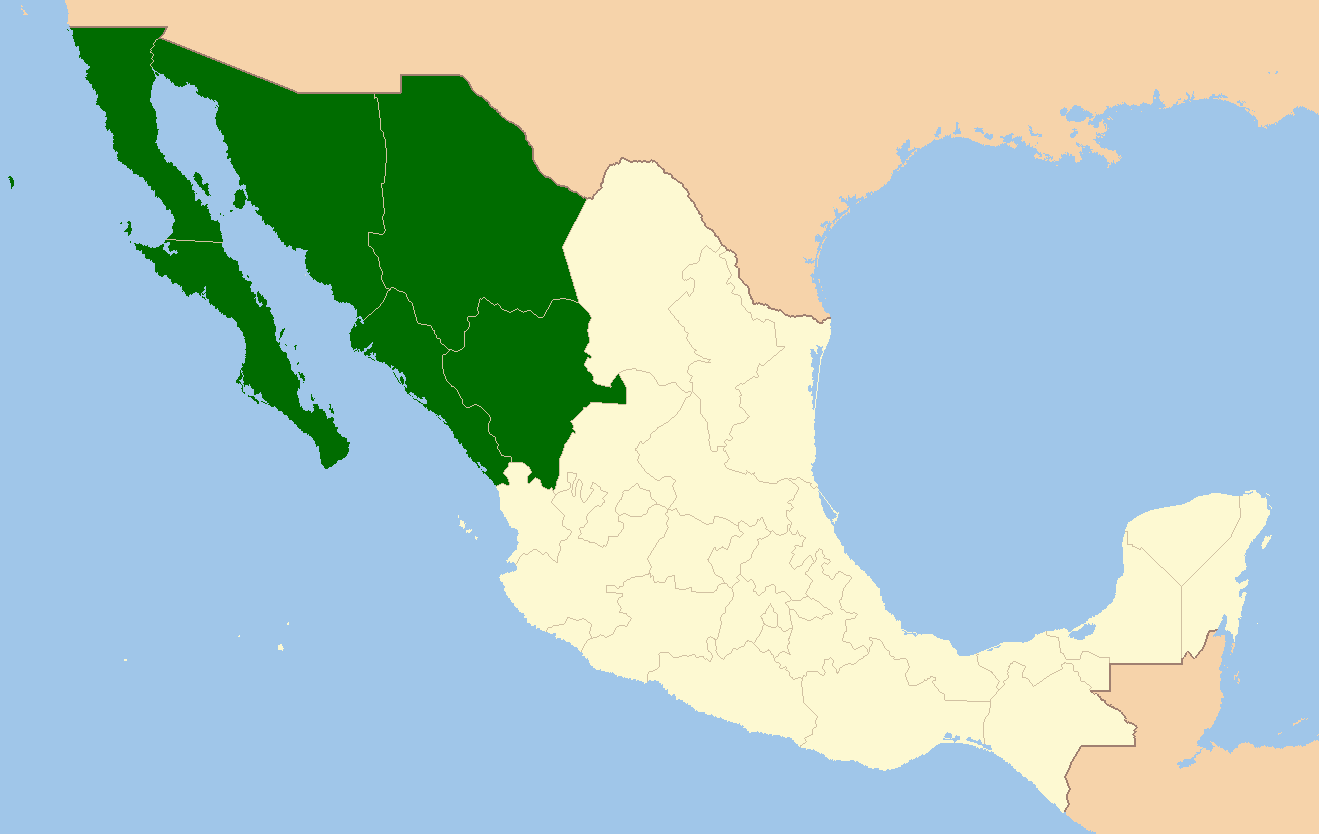
Северо-западная Мексика на административной карте страны

Северо-Западная Мексика — один из 8 регионов Мексики, состоящих из Штатов: Нижняя Калифорния, Нижняя Южная Калифорния, Чиуауа, Дуранго, Синалоа и Сонора. Северо-Западная Мексика граничит на севере с Соединенными Штатами, на востоке с Коауилой, а на юге — с Халиско и Наяритом (Западная Мексика). Третий по численности населения регион, а также самый обширный регион Мексики.

## Описание штатов
| Штат                    | Столица   | Площадь (км²) | Количество муниципалитетов | Население (2010 год) | Крупнейший город | Крупные города                                                               | Порт                                 | Часовой пояс                 |
| ----------------------- | --------- | ------------- | -------------------------- | -------------------- | ---------------- | ---------------------------------------------------------------------------- | ------------------------------------ | ---------------------------- |
| Нижняя Калифорния       | Мехикали  | 71,546        | 5                          | 3,155,070            | Тихуана          | - Энсенада - Текейт - Росарито - Сан-Кинтин - Сан-Фелипе                     | - Энсенада - Сан-Фелипе              | Тихоокеанское время (UTC -8) |
| Южная Нижняя Калифорния | Ла-Паз    | 73,909        | 5                          | 637,026              | Ла-Паз           | - Сан-Хосе-дель-Кабо - Кабо-Сан-Лукас - Лорето - Черный Воин - Санта-Розалия | - Сан-Хосе-дель-Кабо - Санта-Розалия | Горное время(UTC -7)         |
| Чиуауа                  | Чиуауа    | 247,487       | 67                         | 3,406,465            | Сьюдад-Хуарес    | - Куаутемок                                                                  | Нет выхода к морю                    | Горное время(UTC -7)         |
| Дуранго                 | Дуранго   | 123,367       | 49                         | 1,632,934            | Дуранго          | - Гомес - Лердо - Сантьяго Папаскиаро                                        | Нет выхода к морю                    | Центральное время (UTC -6)   |
| Синалоа                 | Кульякан  | 57,331        | 18                         | 2,767,761            | Кульякан         | - Масатлан - Мочи - Гуамучиль                                                | - Масатлан - Тополобампо - Альтата   | Горное время (UTC -7)        |
| Сонора                  | Эрмосильо | 184,946       | 72                         | 2,662,480            | Эрмосильо        | - Обрегон - Сан-Луис-Рио-Колорадо - Навохоа                                  | - Гайамас - Пуэрто-Пеньяско          | Горное время (UTC -7)        |

## Достопримечательности

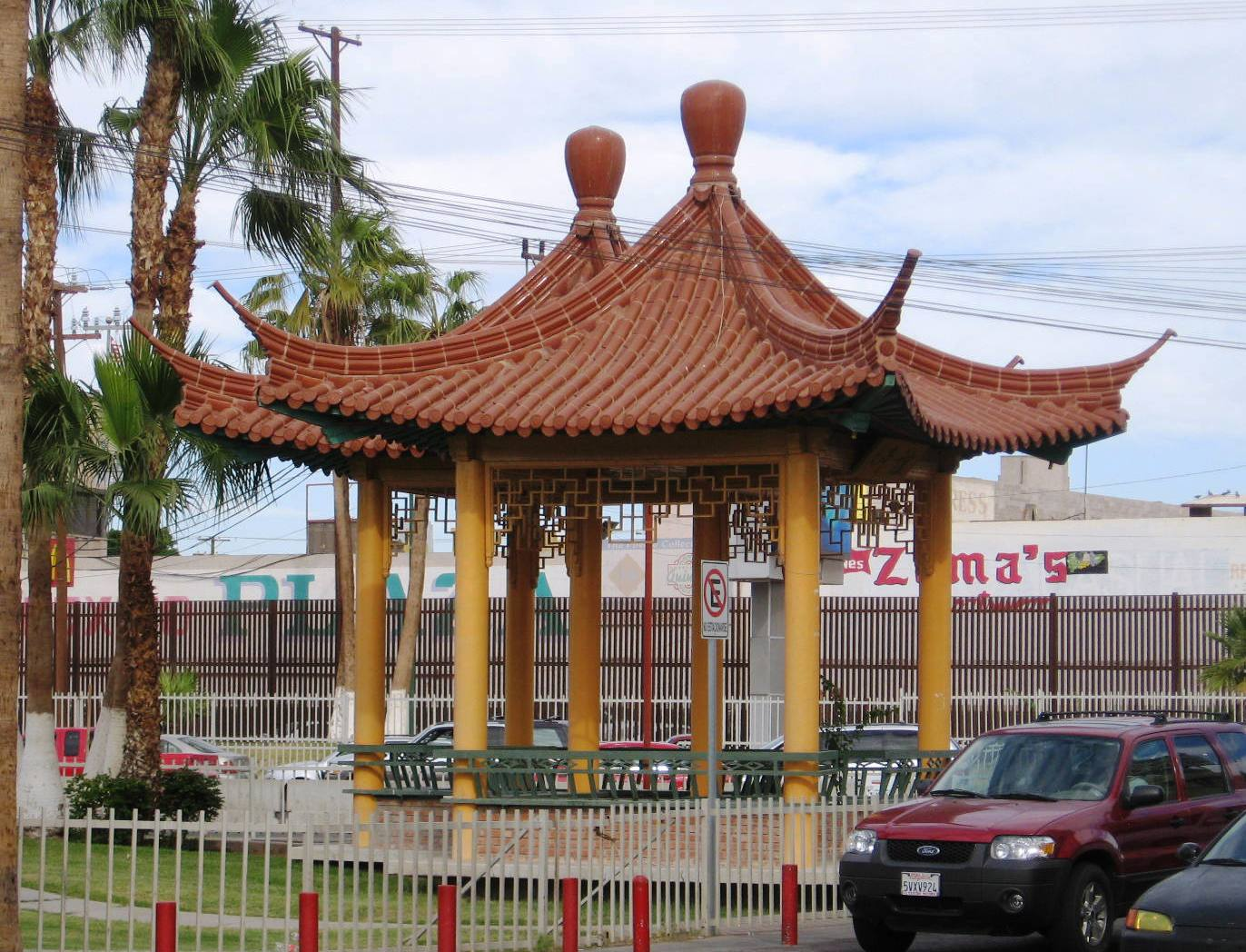
Площадь Дружбы, расположенная перед границей США.

### Мехикали
Столица штата Нижняя Калифорния. Слоган города — "теплая Земля". Этот девиз был придуман благодаря высоким температурам, которые наблюдаются здесь летом, а также гостеприимству его жителей. Это самый северный город в Латинской Америке. С момента своего основания город имел большую китайскую иммиграцию, поэтому крупнейшая китайская колония в Латинской Америке, в народе называемая Чинеска, находится в этом городе, что отражено в традиционной пище Мехикали.

### Муниципалитет Лос-Кабос
Лос-Кабос — главное туристическое направление штата Южная Нижняя Калифорния. Между городами Сан-Хосе-дель-Кабо и Кабо-Сан-Лукас образуется туристический коридор Лос-Кабос.

### Дуранго

#### Исторический центр города Дуранго
Исторический центр города Дуранго имеет около тысячи зданий, построенных в прошлых веках, с очень разнообразными стилями, начиная от неоклассического и барочного до неоготического. Прогулка по красивым улицам центра — это как прогулка по огромному музею архитектуры под открытым небом, с красивыми произведениями искусства по обе стороны дороги. Количество его исторических зданий и красота его архитектуры заставили международные организации рекомендовать Дуранго как город, который может считаться объектом всемирного наследия.

### Синалоа

#### Кульякан
Столица одноименного муниципалитета находится в Центральном регионе штата Синалоа. Реки Хумайя, Тамазула и Кульякан являются его основными источниками пресной воды, которые пересекают город, сохраняя красивую экологическую среду вдоль его берегов, поэтому Кульякан теперь известен как город-сад Мексики. Муниципалитет имеет большое разнообразие природных достопримечательностей, таких как водно-болотные угодья Энсенада-дель-павильон, Баия-Кеведо, полуостров Люсинильяс и Пунта-Сан-Мигель, а также красивые пляжи, такие как Понсе, Лас-Аренитас, Коспита и Ла-Пунтилья.
В сельской местности имеется множество ресторанов, а также археологические памятники и плотины, где можно кататься на лодках, водных лыжах и рыбной ловле Лобина.

#### Масатлан
Этот непревзойденный порт является одним из самых важных туристических направлений в стране. Город расположенный в красивой бухте Тихого океана. Температура колеблется между 10 и 35º цельсия. С момента прибытия вы можете наслаждаться традиционной музыкой Масатлана. Во время Великого поста в Масатланн празднуется один из лучших карнавалов страны. Этот традиционный праздник включает в себя парады, коронации, фейерверки, ремесла, музыкальные и цветочные события, уличные вечеринки и гастрономические ярмарки.